# 궁산문착
궁산문착(Muntiacus gongshanensis)은 문착의 일종이다. 윈난성 북서부의 궁산 산맥과 티베트 남동부 그리고 미얀마 북부 지역에서 발견된다. 최근에 인도 북동부의 아루나찰프라데시 주에서도 발견된 바 있다. 아루나찰프라데시 주에 서식하는 것으로 초기 기록에 나타나는 검은문착은 실제로는 궁산문착이다. 좀더 최근의 유전학 연구에 의하면 검은문착과 가장 밀접한 관계에 있다. 털 색이 다름에도 불구하고 같은 종으로 간주할 수 있을 정도로 충분히 가깝지만, 아직 이 종의 분류학적 위치는 논쟁중에 있다. 이 종의 생존에 가장 큰 위협 요인은 사냥이다.